# Peder Torstensen
Peder Torstensen var hærfører under Valdemar 1. den Store. Han byggede en borg med en tilhørende rundkirke i det, der nu af samme grund hedder Pedersborg (Pedersborg Sogn) og ligger ved Sorø. Borgen blev dog revet ned, og på stedet byggedes den nuværende Pedersborg Kirke, som stadig er delvist omkranset af voldene fra borgens tid.
Peder Torstensen var gift med Skjalm Hvides datter Cecilia (Skjalmsdatter) og var derved svoger til Ebbe Skjalmsen og Asser Rig (der voksede op sammen med kong Erik Ejegods søn, Knud Lavard) af Hvideslægten, som han dog ikke var særlig enig med, i hvert fald ikke i forholdet til Sorø Kloster, der blev stiftet som et Benediktiner kloster af Skjalm Hvides sønner: Asser (Rig), Toke, Sune og Ebbe og senere gjort til et cistercienserkloster af Absalon (Assers søn).
I 1205 lykkedes det ved et stort mageskifte at få klostret i Sorø ud af ”det Kvælergreb om Klostret, som dets Ærkefjende Peder Torstensen [der var Sune Ebbesens onkel] og hans Efterkommere praktiserede fra Pedersborg Nord for Øen”. På Anders Sunesens initiativ påtog Sune Ebbesens arvinger sig – som afdrag på Sunes forpligtelse – størsteparten af udgifterne til udgravningen af Møllediget ved Sorø, som kan være påbegyndt i 1205 og afsluttet i 1208.